# Boosteroid
Boosteroid — платформа облачного гейминга, позволяющая запускать видеоигры непосредственно через браузер или нативное приложение путём предоставления доступа к удаленным серверам без необходимости в высокопроизводительном или специализированном игровом оборудовании.
Игры через Boosteroid можно запускать на маломощных ПК, ноутбуках, Chromebook, смартфонах и Smart TV. По состоянию на октябрь 2024 года число пользователей сервиса достигло 6,8 миллиона.
Boosteroid позволяет стримить игры, приобретённые через сторонние магазины.
Штаб-квартира компании расположена в Техасе, США.
Сервис предлагает простую модель подписки — один тарифный план с доступом ко всей библиотеке игр и функциям.

## История
Boosteroid был основан Иваном Швайченко в Европе в 2016 году. Официальный запуск облачного игрового сервиса состоялся в 2019 году, начав с охвата европейского рынка.
В 2019 году компания заключила партнёрство с ASUS для поставки GPU-серверов, получив оборудование для своей облачной игровой инфраструктуры.
В 2021 году Boosteroid начал экспансию на рынок США.
В марте 2023 года Boosteroid заключил 10-летнее партнёрство с Microsoft, благодаря чему на платформе появились ПК-версии игр Xbox, включая популярные франшизы Call of Duty, Halo, Forza и Gears of War, в рамках сделки по приобретению Activision Blizzard.
В апреле 2023 года LG Electronics объявила о добавлении Boosteroid в свои телевизоры более чем в 60 странах.
В ноябре 2023 года Boosteroid стал партнёром Samsung для интеграции своего облачного игрового сервиса в Samsung Gaming Hub на Smart TV.
К 2023 году доход Boosteroid достиг $60 миллионов.
К 2024 году — $87 миллионов.
В августе 2024 года Boosteroid заключил партнёрство с Mercedes-Benz, в рамках которого облачный игровой сервис был интегрирован в информационно-развлекательную систему MBUX автомобилей марки Mercedes-Benz.
В январе 2025 года Boosteroid запустился в Южной Америке с серверами в Бразилии.

## Поддерживаемые устройства
Boosteroid разработан с учётом широкого спектра совместимых устройств и работает через браузеры на базе Chromium или отдельный клиент. Платформа поддерживает различные операционные системы и устройства, включая:
- ПК с Windows
- macOS
- Linux
- Android
- Smart TV[27]
- Chromebook[4]